# Lucie Madeleine d'Estaing
Lucie-Madeleine d'Estaing (10. května 1743 Paříž – 7. dubna 1826 Clermont-Ferrand) byla francouzská šlechtična a v letech 1760-1763 také milenka krále Ludvíka XV.
Narodila se jako nemanželské dítě Charlese Françoise d'Estaing a jeho milenky Madeleine Erny de Mirford. Jejím nevlastním bratrem byl admirál Charles Henri d'Estaing, který byl popraven během Velké francouzské revoluce.
V roce 1760 byla vybrána jako petite maîtresse (neoficiální milenka) krále Ludvíka XV. Královou milenkou byla ve stejnou dobu jako Marguerite-Catherine Haynault a v králově ložnici se střídaly během svých těhotenství. Spolu s nimi zde žila i milenka Louise-Jeanne Tiercelin de La Colleterie, zatímco další jejich současnice Anne Couppier de Romans dostala od krále vlastní dům. Lucie měla s králem dvě dcery; Agnés-Lucie Auguste (1761–1822) a Aphrodite-Lucie Auguste (1763–1819). Po narození jí byly dcery odebrány a byly vychovávány v klášteře Chaillot. V pozdějším věku získaly šlechtické tituly, nárok na dědictví a v dospělosti byly provdány do šlechtických rodin.
Král ukončil vztah s Lucií v roce 1763. V roce 1768 byla provdána za plukovníka hraběte Françoise de Boysseulh (1726–1807), s nímž měla další čtyři děti.